# P:Machinery
P:Machinery est le troisième single du groupe allemand de new wave/synthpop Propaganda, sorti en 1985. La chanson est tirée de leur premier album A Secret Wish (en) ; elle a atteint le top 10 dans de nombreux pays d'Europe, notamment en France et en Italie, mais elle a eu le plus de succès en Espagne, où elle a culminé à la 1re place. Aux États-Unis, la chanson a atteint le top 10 du dance chart.

## Formats
7" single
- A. p:Machinery – 3:49
- B. Frozen Faces – 4:22

12" single
- A. p:Machinery (extended version) – 9:20
- B1. p:Machinery – 3:49
- B2. Frozen Faces – 5:30

## Classement
| Chart (1985–86)                                  | Meilleur position |
| ------------------------------------------------ | ----------------- |
| Belgique (Ultratop 50 Flandres)                  | 9                 |
| Belgique (VRT Top 30 (en) Flandres)              | 11                |
| France (SNEP)                                    | 10                |
| Allemagne (GfK Entertainment)                    | 26                |
| Italie (FIMI)                                    | 5                 |
| Pays-Bas (Nederlandse Top 40)                    | 12                |
| Pays-Bas (Single Top 100)                        | 9                 |
| Espagne (AFYVE)                                  | 1                 |
| Suisse (Schweizer Hitparade)                     | 29                |
| Royaume-Uni Singles (UK Singles Chart)           | 50                |
| US Billboard Hot Dance Club Play                 | 10                |
| US Billboard Dance/Electronic Singles Sales (en) | 20                |

| Chart (1985)              | Position |
| ------------------------- | -------- |
| Italie (FIMI)             | 50       |
| Pays-Bas (Dutch Top 40)   | 86       |
| Pays-Bas (Single Top 100) | 81       |